# ニック・リマ
ニック・リマ（Nick Lima、1994年11月17日 - ）は、アメリカ合衆国出身の同国代表プロサッカー選手。ニューイングランド・レボリューション所属。ポジションはDF。

## クラブ経歴
2016年12月21日、ユース時代を過ごしたサンノゼ・アースクエイクスとホームグロウン契約を結んだ2017年3月4日のモントリオール・インパクト戦でプロデビュー。3月11日のバンクーバー・ホワイトキャップス戦でプロ初ゴール。
2020年12月13日、オースティンFCに加入する事が発表された。
2023年12月11日、ニューイングランド・レボリューションへのトレードが発表された。

## 代表歴
2018年1月8日、28日に開催されるボスニア・ヘルツェゴビナ代表との親善試合で初召集。
2019年1月27日、パナマ代表との親善試合で初キャップ。